# Walter Friedrich Otto

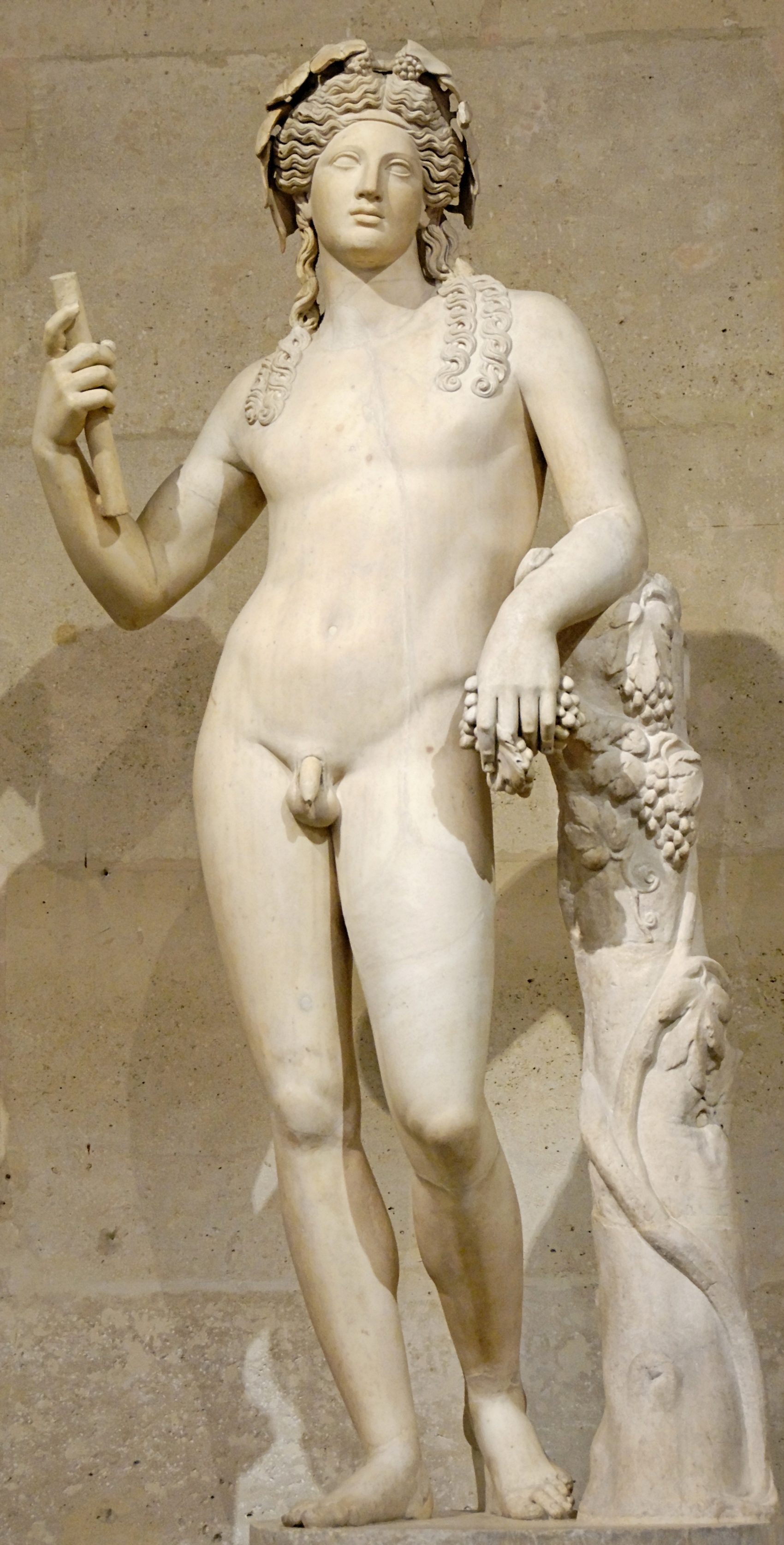
Jedną z głównych prac Walter Friedrich Otto poświęcił postaci greckiego boga Dionizosa i związanym z jego osobą mitom i obrzędom

Walter Friedrich Otto (ur. 22 czerwca 1874 w Hechingen, zm. 23 września 1958) – niemiecki filolog klasyczny. Był profesorem uniwersytetów w Wiedniu, Bazylei, Frankfurcie i Królewcu.

## Życiorys
Urodził się w Hechingen. Jego ojciec, Hermann Ernst Otto, był miejscowym farmaceutą. Wkrótce rodzina przeprowadziła się do Stuttgartu. Tam od 1882 chodził do Eberhard-Ludwigs-Gymnasium. W 1892 został przyjęty do ewangelickiej szkoły w Tybindze. W roku następnym rozpoczął studia filologii klasycznej. Jego nauczycielami byli Otto Crusius, Wilhelm Schmid i Ludwig Schwabe. W 1894 kontynuował studia w Bonn. Znalazł się wtedy pod silnym wpływem dwóch uczonych, Hermanna Usenera i Friedricha Büchelera. Stopień doktora otrzymał w 1897 za dysertację napisaną pod kierunkiem Büchelera, poświęconą pochodzeniu rzymskich nazw własnych. W tym samym roku zdał egzamin państwowy. Potem pracował jako nauczyciel gimnazjalny w Bonn, ale ten zawód wykonywał tylko przez sześć miesięcy. Następnie w 1898 zatrudnił się jako asystent w Thesaurus Linguae Latinae w Monachium. Od 1905 do 1911 pracował jako wydawca dzieła Onomasticon Latinum. W 1905 ukończył pracę habilitacyjną, napisaną pod kierunkiem swojego dawnego nauczyciela z Tübingen, Otto Crusiusa, oraz otrzymał stanowisko privatdozenta na Uniwersytecie Ludwika i Maksymiliana w Monachium. Od 1907 prowadził ćwiczenia ze stylistyki łacińskiej. W 1910 został mianowany na stanowisko profesora nadzwyczajnego. Jako autor Thesaurusa, zaznajomił  się z Ernstem Diehlem i Alfredem Klotzem. W 1911 gościł z wykładami w Wiedniu, gdzie zaprzyjaźnił się z Hansem von Arnim. W 1913 został profesorem zwyczajnym literatury łacińskiej w Bazylei. W 1914 przeniósł się do Frankfurtu, gdzie prowadził ten sam przedmiot. Właśnie we Frankfurcie napisał swoje najważniejsze dzieła. Był tam też przywódcą grupy wybitnych uczonych specjalizujących się w badaniu starożytności. Do jego kręgu należeli klasyk Karl Reinhardt, etnolog Leo Frobenius, sinolog Richard Wilhelm, filozof Kurt Riezler, germanista Max Kommerell (który w 1936 został jego zięciem), historyk Franz Altheim, religioznawca Carl Koch, inny religioznawca Károly Kerényi, iranista Hermann Lommel i etnolog Adolf Ellegard Jensen. Uczestniczył też w konferencjach poświęconych mitologii, które odbywały się w holenderskim mieście Doorn w siedzibie byłego cesarza Niemiec Wilhelma II. Od 1932 do 1938 koordynował prace nad serią Frankfurter Studien zur Religion und Kultur der Antike. Jego sytuację życiową zmieniło dojście do władzy Adolfa Hitlera. Naziści nakazali mu w 1934 objęcie katedry w Królewcu. Miejsce wakowało po odejściu klasyka Paula Maasa, który ustąpił ze względu na żydowskie pochodzenie. W Królewcu zaznajomił się z młodszym od siebie Willym Theilerem, filozofem Hansem Heysem, historykiem sztuki Wilhelmem Worringerem, muzykiem Hansem Engelem, archeologiem Guidem von Kaschnitz-Weinberg i indologiem Helmutem von Glasenapp. Zapisał się też do Königsberger Gelehrte Gesellschaft i Kant-Gesellschaft. Był represjonowany przez nazistów, którzy nie pozwolili mu przyznać Nagrody Kanta w 1943. W 1944 ewakuował się z Królewca przed zdobyciem go przez Armię Czerwoną, jednak w mieście pozostawił swój księgozbiór i liczne rękopisy. Ostatni rok wojny spędził w bawarskim Elmau. Po wojnie pracował jako wykładowca literatury greckiej w Monachium (1945) i Getyndze (1946), jak też w Tybindze. W 1955 przeszedł na emeryturę.

## Prace
Zajmował się przede wszystkim historią religii. Pozycją, która przyniosła mu uznanie, była monografia Die Götter Griechenlands. Das Bild des Göttlichen im Spiegel des griechischen Geistes,opublikowana w 1929. Do jego najważniejszych książek należy też Dionizos. Mit i kult (Dionysos. Mythos und Kultus), wydana w 1933. Wydał też między innymi Der Dichter und die alten Götter (1942), Das Vorbild der Griechen (1949), Gesetz, Urbild und Mythos (1951), Die Musen und der göttliche Ursprung des Singens und Sagens (1954), Die Gestalt und das Sein. Gesammelte Abhandlungen über den Mythos und seine Bedeutung für die Menschheit (1955). Był też wydawcą klasycznych dzieł naukowych. Był doradcą przy wydawaniu prac Maxa Schelera i Friedricha Nietzschego. Przeciwstawiał się zwłaszcza upolitycznianiu dorobku Nietzschego przez hitlerowców, w czym pomagali mu Karl Schlechta i Martin Heidegger.

## Przekłady
- Dionizos: mit i kult, Wydawnictwo Naukowe Sub Lupa, przeł. Jerzy Korpanty, 2016
- Bogowie Grecji. Obraz boskości w zwierciadle greckiego ducha, Państwowy Instytut Wydawniczy, przeł. Jerzy Korpanty, 2022
- Theophania. Duch religii starogreckiej, Wydawnictwo Naukowe Sub Lupa, przeł. Jerzy Korpanty, 2022